# Olmeca
Olmeca là một chi thực vật có hoa trong họ Hòa thảo (Poaceae).

## Loài
Chi Olmeca gồm các loài: